# Palácio presidencial de Iamussucro
O Palácio Presidencial de Iamussucro (em francês: Palais Présidentiel de Yamoussoukro) é um edifício de arquitetura contemporâneo construído em Iamussucro, capital constitucional da Costa do Marfim, que serve como uma das residências oficiais do presidente da Costa do Marfim. O edifício foi projetado pelo arquiteto Olivier-Clément Cacoub e foi construído a pedido do presidente-fundador da Costa do Marfim, Félix Houphouët-Boigny, tendo sido oficialmente inaugurado em 1983.